# Nátrium-malát
A nátrium-malát (E350) az almasav (E290) nátriummal alkotott vegyülete. 
- Képlete: Na2C4H4O5.
- CAS száma: 676-46-0
- EINECS száma: 211-627-6
- Moláris tömeg: 178,05 g/mol

## Élelmiszeripari felhasználása
Az élelmiszeriparban savanyúságot szabályozó anyagként, és ízesítőszerként alkalmazzák E350 (a nátrium-malát és a nátrium-hidrogén-malát keveréke) néven. Általában üdítőitalokban, valamint cukrászipari termékekben használják. Maximum beviteli mennyisége nincs korlátozva, de az almasav D,L-, és a D-izomerjeiből képzett vegyületeket kisgyermekek számára szánt élelmiszerekben tilos felhasználni, mert bennük még nem fejlődött ki az ezek lebontásához szükséges enzim.

## Nátrium-hidrogén-malát
- Képlete: NaC4H5O5
- CAS száma: 57467-17-1

Élelmiszeripari felhasználására ugyanazon feltételek vonatkoznak, mint a nátrium-malát esetében.